# Азаил
Азаи́л (греч. Αζαήλ), также Хазаил, Хазаел, Хазаель или Хазаэль (лат. Hazael) — ветхозаветный персонаж; царь Арама («дамасский царь»).
По разным датировкам, правил с 845—842 до н. э. по 803—796 до н. э.
Возможно, именно Азаилом была воздвигнута стела Тель-Дана, рассматриваемая как доказательство историчности израильского царя Давида и его потомков.

## Имя и материальные памятники
По-еврейски Хазаел (др.-евр. חזאל‬; др.-евр. חזהאל‬), в Септуагинте — др.-греч. ’Аζαήλ, в славянской и русской Библии Азаил; на клинописных памятниках Chazailu.
Помимо стелы, с ним связывают украшенные бронзовые пластины с конской упряжи колесницы, найденные как вотивные предметы, повторно пожертвованные в двух греческих местах: Герейоне на Самосе и в храме Аполлона в Эретрии на Эвбее. Надписи на них гласят: «Хадад дал нашему господину Азаилу из Умка в год, когда наш господин переправился через реку» (вероятно, Оронт). На треугольных фронтальных элементах изображен «Владыка зверей», держащий в обеих руках перевернутых сфинксов или львов, а также богини, стоящие на львиных головах. Когда Тиглатпаласар III взял Дамаск в 733/732 году, эти реликвии стали частью добычи, которая в конечном итоге попала в руки греков, вероятно, эвбейцев. 
В 1928 году группа французских археологов обнаружила в Арслан-Таше на севере Сирии набор кроватных украшений из слоновой кости, в том числе надпись KAI 232 на древнеарамейском языке, в которой упоминается имя «Хазаэль». В иракском Нимруде также были найдены некоторые фрагменты изделий из слоновой кости, на которых упоминается Азаил. 

## Библейская история
Библия повествует о встрече Азаила с пророком Елисеем в Дамаске, когда Азаил был ещё придворным. После встречи с пророком Азаил убил царя Венедада и узурпировал трон (4Цар. 8:15).
Когда 120-тысячное ассирийское войско Салманасара III подступило к Дамаску, Азаил смог сохранить престол, и после ухода ассирийцев начал войну с израильтянами. Сирийцы были удачливы и фактически сумели превратить израильского царя Иоахаза в своего данника. Поход Салманасара III датируется ок. 834 года до н. э.
Позже ассирийцы опять напали на Сирию (датируется ок. 802 года до н. э.). Возглавлявшему поход Адад-нирари III удалось, наконец, разбить сирийцев и захватить их столицу Дамаск. Ассирийцы полностью разграбили город и получили огромную добычу. Азаилу пришлось признать себя данником Ассирии. Однако он опять смог удержать престол.
После смерти Азаила царство его перешло к его сыну Венедаду (4Цар. 13:24), которому израильский царь Иоас объявил войну.